# Károly Eszterházy

Stemma della famiglia Esterházy

Károly Eszterházy (o Esterházy: vi è oscillazione nella grafia, dipendente dal luogo, dalla lingua usata e dall'epoca) (Presburgo, 4 maggio 1725 – Eger, 4 marzo 1799) è stato un vescovo cattolico ungherese.

## Biografia
Figlio di Ferenc Eszterházy, uomo che ricoprì numerose cariche pubbliche, tra le quali quelle di primo spano del comitato di Borsod, consigliere reale e generale del Transdanubio, ricevendo numerosi riconoscimenti onorifici dai sovrani asburgici.
Quando il padre di Károly morì, nel 1758, i suoi figli erano già ben avviati verso un'importante carriera politico-diplomatica: Mihály e János, già guardie della corona di Santo Stefano, sarebbero diventati ambasciatori imperiali (in Russia, il primo, e il secondo in Francia, Inghilterra, Portogallo e Polonia).
Un ambiente quindi, quello della famiglia di Károly, ben inserito, e ai massimi livelli, nella classe di governo dell'Ungheria di allora, aperta ai gusti e alle raffinatezze della cultura europea, sensibile agli stimoli mecenatistici che caratterizzavano tutta l'aristocrazia dell'impero asburgico.
A 16 anni Károly entrò nel ginnasio del seminario dell'arcidiocesi di Esztergom, che aveva sede a Presburgo, oggi Bratislava.
Completò gli studi a Trnava, divenendo vicario di Rátót dal 20 settembre 1744. Il 29 ottobre 1745 si recò al Collegium Germanicum et Hungaricum di Roma. Il 12 giugno 1748 prese il dottorato in teologia e il 31 agosto dello stesso anno venne ordinato sacerdote, iniziando la sua attività pastorale a Pápa, media città dell'Ungheria occidentale, dove il nonno Ferenc (distintosi nel 1683 nella difesa di Vienna dall'assedio dei turchi) e lo zio Antal avevano ricoperto, a partire dal 1675, la carica di capitano. A questi suoi primi anni di attività pastorale risalgono anche le prime opere a stampa, che diventeranno sempre più numerose col passare degli anni. Il 24 gennaio 1752 era già canonico di Esztergom e vicario di Szenttamás.
Nel 1755 gli venne attribuita la carica di vicario di Presburgo, venendo nominato dalla regina d'Ungheria consigliere luogotenenziale del regno d'Ungheria (helytartótanácsos).
Nel 1759 la regina d'Ungheria Maria Teresa lo nomina vescovo di Vác, con conseguenti titolo e carica di Vescovo-conte (la nomina papale giunse il 3 marzo 1760) e quindi, nel 1761, di Eger (dove si trasferì non prima del 12 giugno 1762).
Tra tutto il clero ungherese del XVIII secolo il più erudito e aggiornato dal punto di vista artistico, Károly – potendo contare sui cospicui introiti di famiglia e su quelli legati al titolo di primo spano – si impegnò in grandi opere di riorganizzazione ecclesiastica e di sviluppo culturale.
A Vác diede il via ai lavori di costruzione della nuova basilica cattedrale (ma sarà il successore [e predecessore] Cristoforo Migazzi a realizzare l'opera in stile neoclassico con un nuovo progetto).
Nella città di Eger lasciò un segno profondo, riorganizzando l'assetto urbano, facendo costruire l'imponente edificio del cosiddetto Lyceum (che dotò di una fornitissima biblioteca e un moderno osservatorio astronomico, così da poter ospitare – almeno nei piani di Eszterházy – un centro universitario per tutta l'Ungheria orientale). Il 5 novembre 1769 riuscì ad aprire la prima accademia medica del paese danubiano. A tutta questa sua attività si deve l'elevazione di Eger al rango di sede arcivescovile. Durante gli anni trascorsi a Eger, non si dimenticò però della cittadina di Pápa, della quale era anche signore. Qui fece erigere un ospedale e una delle più importanti chiese del paese, decorate dal grande pittore danubiano Franz Anton Maulbertsch usando come modelli varie opere classiche italiane (soprattutto rinascimentali e barocche).
Tra il 1759 e il 1799 fu anche signore di Devecser, dove fece ricostruire il locale palazzo signorile in stile barocco.
Alla sua attività di promotore delle arti si deve anche la costruzione delle chiese di Bakonyszentiván, Bakonyszücs, Balatonarács, Béb, Csót, Devecser, Fenyőfő, Hidegkút, Pápanyőgér, Pápateszér, Ugod e Kővágóörs.
In Italia, e in particolare a Roma (dove aveva studiato), ebbe sempre molti estimatori, amici e corrispondenti, ai quali amava mandare bottiglie del pregiatissimo vino Tokaji. A Roma aveva un suo "agente" personale, al quale commissionava opere d'arte in continuazione.
Su richiesta di amici, Eszterházy intervenne a Roma finanziando anche opere di restauro (per esempio nella chiesa del Gesù).
Uomo di grande cultura, legato a una visione controriformista della chiesa cattolica, ebbe a scontrarsi duramente con l'imperatore Giuseppe II, che voleva concedere alcune libertà anche ai protestanti.
Alla sua memoria è stato intitolato l'istituto superiore di pedagogia della città Eszterházy Károly Főiskola di Eger, che ha sede nel Lyceum fatto costruire dallo stesso Károly nel XVIII secolo.

## Opere
- "Három üdvösséges Kérdés", Pest, 1751
- "Rituale Agriense, seu formula agendorum in administratione Sacramentorum ac caeteris ecclesiae pubblicis functionibus, Agriae", 1768
- "Edictum episcopale de observatione festorum", Agria, 1771
- "Epistola pastoralis", Agria, 1774
- "Reflexiones episcopi in Hungaria anno 1775. die 10. Maji exc. consilio regio locumtenentiali repraesentatae", Agria, 1776
- "Edictum episcopale jubilaei anno 1775. Romae celebrati: anno vero 1776. ad civitatem, et respective totam dioecesim Agriensem extensi", Agria, 1776
- "Az 1775 tartott jubilaeumról", Agria, 1776; "Epistola pastoralis", Agria, 1776
- "Venerabilis fratribus", Agria, 1776; "Evangeliumok és epistolák", Agria, 1776
- "Epistola encyclica circa decretum tolerantiae Josephi II. imperatoris", Agria, 1782
- "Epistola pastoralis ad clerum", Pest, 1790
- "Decretum episcopale jubilaei ab aug. imperatore, et rege nostro apost. Francisco II. pro universis ditionibus suis haereditariis anno 1795. imperati", Agriae, 1795
- "Utasítás, mikor és mi módon kelljen az idétlen és veszedelemben forgó kisdedeket megkeresztelni", Agria, 1796

## Genealogia episcopale e successione apostolica
La genealogia episcopale è:
- Cardinale Sigismund von Kollonitz
- Vescovo Ferenc Zichy
- Vescovo Károly Esterházy

La successione apostolica è:
- Vescovo Ignác Batthyány (1781)